# Карканка
Карканка — река в России, протекает в Белохолуницком районе Кировской области. Устье реки находится в 982 км по левому берегу реки Вятки. Длина реки составляет 10 км.
Исток реки в лесах в 2 к северо-востоку от села Троица (центр Троицкого сельского поселения). Река течёт на северо-восток, затем северо-запад по ненаселённому, заболоченному лесному массиву. Впадает в боковую старицу Вятки, в 7 км к юго-западу от посёлка Подрезчиха.

## Данные водного реестра
По данным государственного водного реестра России относится к Камскому бассейновому округу, водохозяйственный участок реки — Вятка от истока до города Киров, без реки Чепца, речной подбассейн реки — Вятка. Речной бассейн реки — Кама.
Код объекта в государственном водном реестре — 10010300212111100030405.